# Phoenix Suns 1975-1976
La stagione NBA 1975-1976 fu l'8ª stagione della storia dei Phoenix Suns che si concluse con un record di 42 vittorie e 40 sconfitte nella regular season, il 3º posto nella Pacific Division, e il 3º posto nella Western Conference.
Nei playoff del 1976 sconfisse nelle semifinali di Conference i Seattle SuperSonics, e nelle finali i Golden State Warriors, per poi scontrarsi, e perdere, contro i Boston Celtics nelle NBA Finals 1976.

## Draft
| Giro | Scelta | Giocatore        | Posizione  | Nazionalità | Università/Club |
| ---- | ------ | ---------------- | ---------- | ----------- | --------------- |
| 1    | 4      | Alvan Adams      | ala grande | Stati Uniti | Oklahoma        |
| 1    | 16     | Ricky Sobers     | playmaker  | Stati Uniti | UNLV            |
| 2    | 35     | Allen Murphy     | guardia    | Stati Uniti | Louisville      |
| 2    | 36     | Jimmy Dan Conner | guardia    | Stati Uniti | Kentucky        |

## Regular season
| Squadra                | V  | P  | %    | GB |
| ---------------------- | -- | -- | ---- | -- |
| Golden State Warriors  | 59 | 23 | 72,0 | -  |
| Seattle SuperSonics    | 43 | 39 | 52,4 | 16 |
| Phoenix Suns           | 42 | 40 | 51,2 | 17 |
| Los Angeles Lakers     | 40 | 42 | 48,8 | 19 |
| Portland Trail Blazers | 37 | 45 | 45,1 | 22 |

## Play-off

### Semifinali di Conference
Gara 1
| 13 aprile 1976 | Seattle SuperSonics | 102 – 99 | Phoenix Suns |  |

Gara 2
| 15 aprile 1976 | Seattle SuperSonics | 111 – 116 | Phoenix Suns |  |

Gara 3
| 18 aprile 1976 | Phoenix Suns | 103 – 91 | Seattle SuperSonics |  |

Gara 4
| 20 aprile 1976 | Phoenix Suns | 130 – 114 | Seattle SuperSonics |  |

Gara 5
| 25 aprile 1976 | Seattle SuperSonics | 114 – 108 | Phoenix Suns |  |

Gara 6
| 27 aprile 1976 | Phoenix Suns | 123 – 112 | Seattle SuperSonics |  |

### Finali di Conference
Gara 1
| 2 maggio 1976 | Golden State Warriors | 128 – 103 | Phoenix Suns |  |

Gara 2
| 5 maggio 1976 | Golden State Warriors | 101 – 108 | Phoenix Suns |  |

Gara 3
| 7 maggio 1976 | Phoenix Suns | 91 – 99 | Golden State Warriors |  |

Gara 4
| 9 maggio 1976 | Phoenix Suns | 133 – 129 2TS | Golden State Warriors |  |

Gara 5
| 12 maggio 1976 | Golden State Warriors | 111 – 95 | Phoenix Suns |  |

Gara 6
| 14 maggio 1976 | Phoenix Suns | 105 – 104 | Golden State Warriors |  |

Gara 7
| 16 maggio 1976 | Golden State Warriors | 94 – 96 | Phoenix Suns |  |

### NBA Finals 1976
Gara 1
| 23 maggio 1976 | Boston Celtics | 98 – 87 | Phoenix Suns |  |

Gara 2
| 27 maggio 1976 | Boston Celtics | 105 – 90 | Phoenix Suns |  |

Gara 3
| 30 maggio 1976 | Phoenix Suns | 105 – 98 | Boston Celtics |  |

Gara 4
| 2 giugno 1976 | Phoenix Suns | 109 – 107 | Boston Celtics |  |

Gara 5
| 4 giugno 1976 | Boston Celtics | 128 – 126 3TS | Phoenix Suns |  |

Gara 6
| 6 giugno 1976 | Boston Celtics | 87 – 80 | Phoenix Suns |  |

## Roster
| \| Pos. \| Num. \| Naz. \| Nome \| Altezza \| Peso \| Data nascita \| Provenienza \| \| ---- \| ----- \| ---- \| ----------------- \| ------- \| ------ \| ------------ \| ------------------- \| \| A/C \| 33 \| \| Adams, Alvan \| 206 cm \| 95 kg \| 19-07-1954 \| Oklahoma \| \| C \| 21 \| \| Awtrey, Dennis \| 208 cm \| 107 kg \| 22-02-1948 \| Santa Clara \| \| A/C \| 40 \| \| Bantom, Mike \| 206 cm \| 91 kg \| 03-12-1951 \| St. Joseph's Hawks \| \| G/AP \| 14 \| \| Erickson, Keith \| 196 cm \| 88 kg \| 19-04-1944 \| UCLA \| \| G \| 32 \| \| Hawthorne, Nate \| 193 cm \| 86 kg \| 15-01-1950 \| Southern Illinois \| \| A \| 24 \| \| Heard, Gar \| 198 cm \| 99 kg \| 03-05-1948 \| Oklahoma \| \| G \| 10 \| \| Lumpkin, Phil \| 183 cm \| 75 kg \| 20-12-1951 \| Miami (OH) \| \| A \| 18 \| \| Perry, Curtis \| 201 cm \| 100 kg \| 13-09-1948 \| Missouri State \| \| G/AP \| 12 \| \| Riley, Pat \| 193 cm \| 93 kg \| 20-03-1945 \| Kentucky \| \| A \| 30 \| \| Saunders, Fred \| 201 cm \| 95 kg \| 13-06-1951 \| SU Orangemen \| \| A/C \| 34 \| \| Shumate, John \| 206 cm \| 107 kg \| 06-04-1952 \| Notre Dame \| \| G \| 14702 \| \| Sobers, Ricky \| 191 cm \| 90 kg \| 15-01-1953 \| UNLV \| \| G/AP \| 5 \| \| Van Arsdale, Dick \| 196 cm \| 95 kg \| 22-02-1943 \| Indiana \| \| G \| 44 \| \| Westphal, Paul \| 193 cm \| 88 kg \| 30-11-1950 \| Southern California \| \| G/AP \| 25 \| \| Wetzel, John \| 196 cm \| 86 kg \| 22-10-1944 \| Virginia Tech \| | Allenatore - John MacLeod Assistente/i - Al Bianchi - Joe Proski Legenda - (C) Capitano - (FA) Free agent - (S) Sospeso - (TW) Contratto Two-way - (GL) Assegnato a squadra G League affiliata - Infortunato Roster • Transazioni · Ultima transazione: 8 giugno 1976 |                        |                   |         |        |              |                     |
| Pos. | Num. | Naz.                   | Nome              | Altezza | Peso   | Data nascita | Provenienza         |
| A/C | 33 | Stati Uniti (bandiera) | Adams, Alvan      | 206 cm  | 95 kg  | 19-07-1954   | Oklahoma            |
| C | 21 | Stati Uniti (bandiera) | Awtrey, Dennis    | 208 cm  | 107 kg | 22-02-1948   | Santa Clara         |
| A/C | 40 | Stati Uniti (bandiera) | Bantom, Mike      | 206 cm  | 91 kg  | 03-12-1951   | St. Joseph's Hawks  |
| G/AP | 14 | Stati Uniti (bandiera) | Erickson, Keith   | 196 cm  | 88 kg  | 19-04-1944   | UCLA                |
| G | 32 | Stati Uniti (bandiera) | Hawthorne, Nate   | 193 cm  | 86 kg  | 15-01-1950   | Southern Illinois   |
| A | 24 | Stati Uniti (bandiera) | Heard, Gar        | 198 cm  | 99 kg  | 03-05-1948   | Oklahoma            |
| G | 10 | Stati Uniti (bandiera) | Lumpkin, Phil     | 183 cm  | 75 kg  | 20-12-1951   | Miami (OH)          |
| A | 18 | Stati Uniti (bandiera) | Perry, Curtis     | 201 cm  | 100 kg | 13-09-1948   | Missouri State      |
| G/AP | 12 | Stati Uniti (bandiera) | Riley, Pat        | 193 cm  | 93 kg  | 20-03-1945   | Kentucky            |
| A | 30 | Stati Uniti (bandiera) | Saunders, Fred    | 201 cm  | 95 kg  | 13-06-1951   | SU Orangemen        |
| A/C | 34 | Stati Uniti (bandiera) | Shumate, John     | 206 cm  | 107 kg | 06-04-1952   | Notre Dame          |
| G | 14702 | Stati Uniti (bandiera) | Sobers, Ricky     | 191 cm  | 90 kg  | 15-01-1953   | UNLV                |
| G/AP | 5 | Stati Uniti (bandiera) | Van Arsdale, Dick | 196 cm  | 95 kg  | 22-02-1943   | Indiana             |
| G | 44 | Stati Uniti (bandiera) | Westphal, Paul    | 193 cm  | 88 kg  | 30-11-1950   | Southern California |
| G/AP | 25 | Stati Uniti (bandiera) | Wetzel, John      | 196 cm  | 86 kg  | 22-10-1944   | Virginia Tech       |

### Arrivi/partenze
Mercato e scambi avvenuti durante la stagione:
Arrivi
| N° | Naz.                   | Ruolo | Sportivo  |  | Alt. |  |
| -- | ---------------------- | ----- | --------- |  | ---- |  |
| 12 | Stati Uniti (bandiera) | G     | Pat Riley |  |      |  |
| 24 | Stati Uniti (bandiera) | AP    | Gar Heard |  |      |  |

Partenze
| N° | Naz.                   | Ruolo | Sportivo     |  | Alt. |  |
| -- | ---------------------- | ----- | ------------ |  | ---- |  |
| 34 | Stati Uniti (bandiera) | AG    | John Shumate |  |      |  |
| 40 | Stati Uniti (bandiera) | AG    | Mike Bantom  |  |      |  |

## Premi e onorificenze
- Alvan Adams nominato Matricola dell'anno
- Jerry Colangelo nominato Dirigente dell'anno
- Alvan Adams incluso nell'All-Rookie Team